# 新神戸ドック
新神戸ドック株式会社（しんこうべドック）は、兵庫県神戸市兵庫区にある船舶修繕事業者である。
本項では、前身である神戸ドック工業株式会社（こうべどっくこうぎょう、登記上は「神戸船渠工業」）についても扱う。

## 概要
神戸市兵庫区西出町1丁目1-8地先岸壁に浮ドックや作業台船を設置し、1,000総トン未満の船舶の修繕事業を行っている。所在地は川崎重工業神戸工場にも隣接している。
一般社団法人兵庫県小型船舶工業会の会員企業である。
旧神戸ドック工業時代は、船舶修理以外に火力発電用の空気予熱器の製造なども手掛けていた。

## 主要設備
- 浮ドック1基（全長80m × 外幅24m（内幅18m）、入渠能力999GT、クレーン10.0t×2）[3]
- クレーン台船1隻（全長80m × 幅18m、高脚走行ジブクレーン10.0t × 1）[3]
- テント付工場台船1隻（全長50m × 幅18m）[3]

## 沿革

### 神戸ドック工業
- 1918年（大正7年） - 「東出鉄工所」として創業[2]。
- 2010年（平成22年）9月3日 - 民事再生法の適用を申請し事実上倒産[2]。

### 新神戸ドック
- 2011年（平成23年）
  - 4月5日 - 新神戸ドック株式会社設立。神戸ドック工業の事業を継承[3]。
  - 8月 - 香川船渠と業務協力強化[4]。